# 소립자 (영화)
소립자(Elementarteilchen, The Elementary Particles)는 독일에서 제작된 오스카 뢰러 감독의 2006년 드라마 영화이다. 모리츠 블라이브트로이 등이 주연으로 출연하였고 베른트 아이힝거 등이 제작에 참여하였다.

## 출연

### 주연
- 모리츠 블라이브트로이
- 크리스티안 울멘
- 마르티나 게덱

### 조연
- 프란카 포텐테
- 니나 호스
- 우 오크센크네츠
- 코리나 하르포히
- 울라이크 크리에너
- 야스민 타바타바이
- 마이클 귀스덱
- 허버트 크노프
- 톰 쉴링
- 니나 크론야거

## 제작진
- 원작자: 미셸 우엘벡
- Line PD: 벤하드 쑤르
- 공동제작: 다비드 그뢰네볼트
- 의상: 에스더 왈즈
- 배역: 안 도르테 브라커